# Saint-Pellerin (Manche)
Saint-Pellerin település Franciaországban, Manche megyében. Lakosainak száma 361 fő (2018. január 1.). Saint-Pellerin Catz, Montmartin-en-Graignes, Saint-Hilaire-Petitville és Les Veys községekkel határos.

## Népesség
A település népessége az elmúlt években az alábbi módon változott:
| Lakosok száma | 304  | 310  | 358  | 349  | 314  | 402  | 395  | 387  | 362  | 361  |
|               | 1968 | 1975 | 1982 | 1990 | 1999 | 2011 | 2013 | 2015 | 2017 | 2018 |